# Spurweite (Schienenverkehr)

Spurweite von Bahngleisen

Als Spurweite wird im Schienenverkehr der Abstand zwischen den spurführenden Elementen des Fahrwegs bezeichnet. Bei konventionellen Bahnen sind dies die Innenkanten der Schienenköpfe eines Gleises. Manchmal wird auch der Begriff „Spurbreite“ verwendet, dies ist jedoch nicht korrekt, da die Breite ein Außenmaß, die Spurweite hingegen ein Innenmaß darstellt. Bei Schienenfahrzeugen wird die Spurweite der Gleise angegeben, für die das Laufwerk ausgelegt ist. Der Abstand der Spurkränze wird als Spurmaß bezeichnet, die erforderliche Differenz als Spurspiel.
Die Laufwerke von Schienenfahrzeugen sind für den Einsatz auf Gleisen einer bestimmten Spurweite ausgelegt. Eine Ausnahme von dieser Regel stellen Fahrzeuge mit umspurbaren Laufwerken dar. Ein Übergang von Fahrzeugen zwischen Netzen mit unterschiedlichen Spurweiten ist nur mit erheblichem Mehraufwand möglich. Deshalb ist die Spurweite ein wichtiges Kriterium für die Interoperabilität im Schienenverkehr. Umgekehrt bedeutet aber die gleiche Spurweite nicht, dass ein Übergang von Fahrzeugen automatisch möglich ist. So ist bei den meisten Straßenbahnnetzen ein Übergang zu Eisenbahnstrecken gleicher Spurweite wegen unterschiedlicher Rad- und Gleis-Geometrie nicht zulässig. Das Ausschlusskriterium bildet neben dem Ausrundungsradius zwischen Radlauffläche und Spurkranzflanke insbesondere der für die Führung in den Herzstückbereichen von Weichen und Kreuzungen wichtige Rückflächenabstand der Radscheiben, dessen Nennmaß bei nur sehr geringen Toleranzen im europäischen Normalspurnetz 1360 Millimeter beträgt.

## Definition
Die Messung der Spurweite erfolgt je nach amtlichen Vorgaben nicht überall genau gleich.
- Nach der TSI Infrastruktur[1] und dem für Deutschland geltenden § 5 der Eisenbahn-Bau- und Betriebsordnung wird die als „Regelspur“ bezeichnete Spurweite von 1435 mm im Bereich zwischen 0 und 14 Millimetern unterhalb der Schienenoberkante (SO) gemessen.
- In der Schweiz wird die Spurweite für Normalspur und für Meterspur 14 Millimeter unter der Schienenlauffläche und für Straßenbahnen 10 Millimeter unter der Schienenlauffläche gemessen.[2] Praktisch ist die Messmethode identisch, weil mit jedem Spurmaß das Kleinstmaß zwischen 0 und 14, mit einem Straßenbahnspurmaß zwischen 0 und 10 mm unter SO gemessen wird

Für Einschienenbahnen ist naturgemäß keine Spurweite definiert.

## Spurweitentoleranz
Im Zusammenhang mit Spurweiten wird meist nur das Nennmaß (in der deutschen Eisenbahn-Bau- und Betriebsordnung als Grundmaß bezeichnet) angegeben. Das Istmaß, also die tatsächliche, örtliche Spurweite kann vom Nennmaß erheblich abweichen. So gilt in Deutschland für regelspurige Gleise (Nennmaß 1435 Millimeter) ein Toleranzbereich von bis zu 40 Millimetern.
Mit der Einführung der Eisenbahn-Bau- und Betriebsordnung (EBO) 1967 wurde die Spurweite – entsprechend dem Revisionstext der Technischen Einheit von 1960 – bei einem Grundmaß von 1435 mm mit einem unteren Grenzwert von 1430 mm sowie einem oberen Grenzwert von 1465 mm (für Hauptgleise) bzw. 1470 mm (Nebengleise) definiert. Spurerweiterungen in Gleisbögen mit Halbmessern von unter 200 Metern, die zuvor an einen Erlass des Bundesverkehrsministers geknüpft waren, wurden in die EBO übernommen.
Sowohl die EBO in Deutschland als auch die AB-EBV in der Schweiz legen die Untergrenze der Spurweite für Gleise mit Normalspur 1435 mm auf 1430 mm fest, obschon die in beiden Ländern gültige Norm EN 13848-5:2017 auch kleinere Werte zulassen würde.
Viele Spurweiten sind auf Basis englischer Einheiten entstanden. Bei der Übertragung ins metrische System wird auf ganze Millimeter gerundet. Das führt dazu, dass die Spurweiten leicht unterschiedlich sind, je nachdem, nach welchem System gemessen wird, zum Beispiel bei der Kapspur 0,2 Millimeter.

## Spurweitenunterschiede

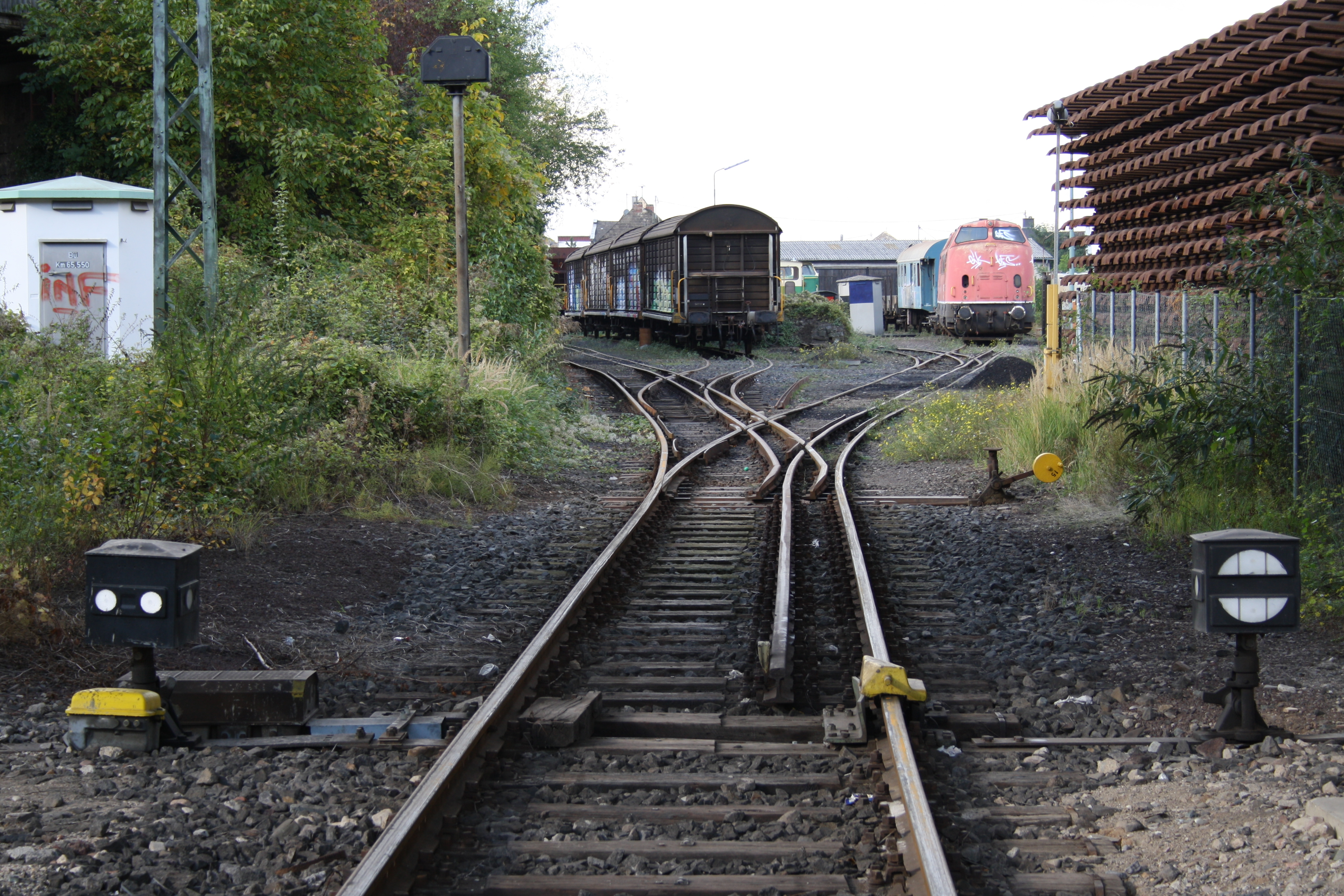
Dreischienengleise der Brohltalbahn im Umladebahnhof Brohl (2011)

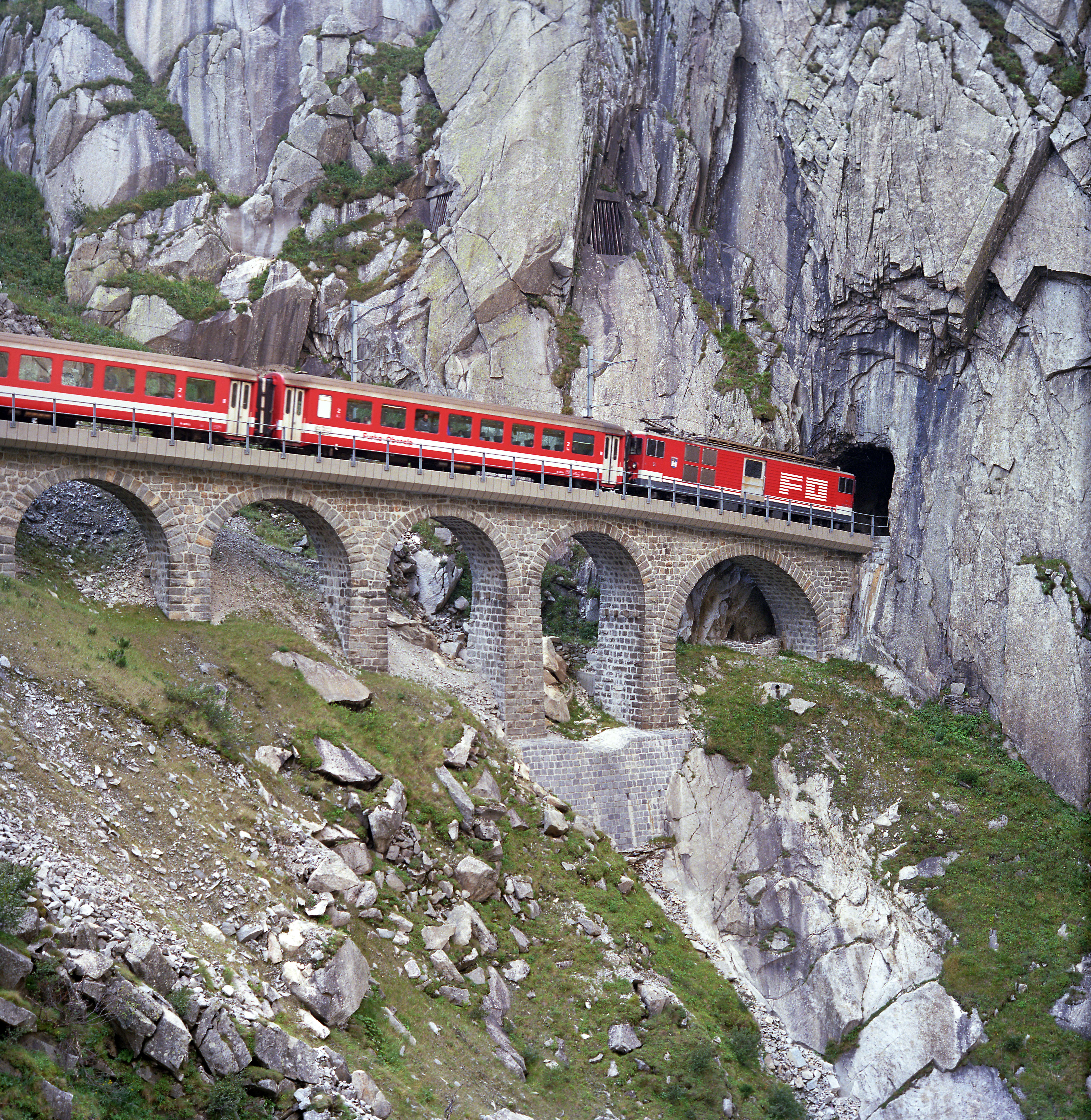
Meterspurige Einheitswagen der Schöllenenbahn sind nur halb so schwer wie ihre normalspurigen Pendants.

Die Eisenbahngesellschaften wählten verschiedene Spurweiten, wie aus der Liste der Spurweiten ersichtlich ist. Die Wahl einer bestimmten Spurweite hatte sowohl technische, militärische als auch wirtschaftliche Gründe.
Aus militärischer Sicht bestand oft die Besorgnis, potentielle Gegner könnten im Falle eines Krieges das Eisenbahnnetz zu eigenen Zwecken benutzen.
Daher wurden die Spurweitendifferenzen zum Nachbarland zum Teil absichtlich so gewählt, dass weder ein Übergang der Fahrzeuge noch eine Verwendung der Schwellen zum Bau eines Dreischienengleises technisch möglich war.
Aus wirtschaftlicher Sicht bestand oft das Interesse zu verhindern, dass konkurrierende Unternehmen mit ihren Fahrzeugen die eigene Infrastruktur mitbenutzen können. Aus solchen Motiven handelten einige US-amerikanische Straßenbahngesellschaften, die damit verhindern wollten, dass ihre Strecken von den konkurrierenden Interurbans oder von konventionellen Eisenbahnen zur Abwicklung des lokalen Güterverkehrs mitbenutzt werden konnten. In der Zeit des finanziellen Niedergangs des privat finanzierten öffentlichen Nahverkehrs in den 1920er Jahren stellte sich die unterschiedliche Spurweite als Nachteil heraus, weil die rückläufigen Einnahmen aus dem Personenverkehr nicht mit zusätzlichem Güterverkehr aufgewogen werden konnten. Beispiele für solche Systeme befinden sich etwa in Philadelphia und Pittsburgh.
Eisenbahngesellschaften wählten ihre Spurweiten auch aus finanziellen Überlegungen. Die Kosten für den Bau einer Schmalspurstrecke sind geringer als für eine Normalspurstrecke, denn wegen der engeren Bogenradien können sich schmalspurige Bahnen besser dem Gelände anpassen, wodurch teure Kunstbauten vermieden werden. Schmalspurwagen stellen geringere Ansprüche an die Strukturfestigkeit ihrer Wagenkästen.
Die Fahrzeuge können leichter gebaut werden, was insbesondere bei steigungsreichen Gebirgsbahnen von Vorteil ist. Geringe Wagenzugmassen sind bei Zahnradbahnen besonders wichtig, daher verkehren sie oft auf Schmalspur.
Dank des kostengünstigen Betriebes konnten viele Schmalspurbahnen trotz relativ bescheidenen Verkehrs überleben. Europäische Schmalspurbahnen haben aber wegen der kleineren Fahrzeuge meistens eine geringere Transportkapazität als Bahnen mit größeren Spurweiten und behindern dort, wo sie entlang von Straßen gebaut sind oder gar das Straßenplanum mitbenutzen, den Ausbau der Straße. In Japan und im südlichen Afrika erreichen viele Schmalspurbahnen Leistungen, die mit europäischen Normalspurbahnen vergleichbar sind oder sie sogar übertreffen.
Die Normalspur von 1435 Millimetern ist weltweit zu 75 Prozent verbreitet, Spurweiten unterhalb dieses Maßes belegen 13 Prozent und größere Spurweiten 12 Prozent des Schienennetzes (Richtwerte). Die amtlichen Ausführungsbestimmungen zur Eisenbahnverordnung in der Schweiz benutzen den Begriff Normalspur – ebenso in Österreich; in Deutschland lautet der amtliche Begriff Regelspur.

## Wichtige Spurweiten

Grafischer Vergleich

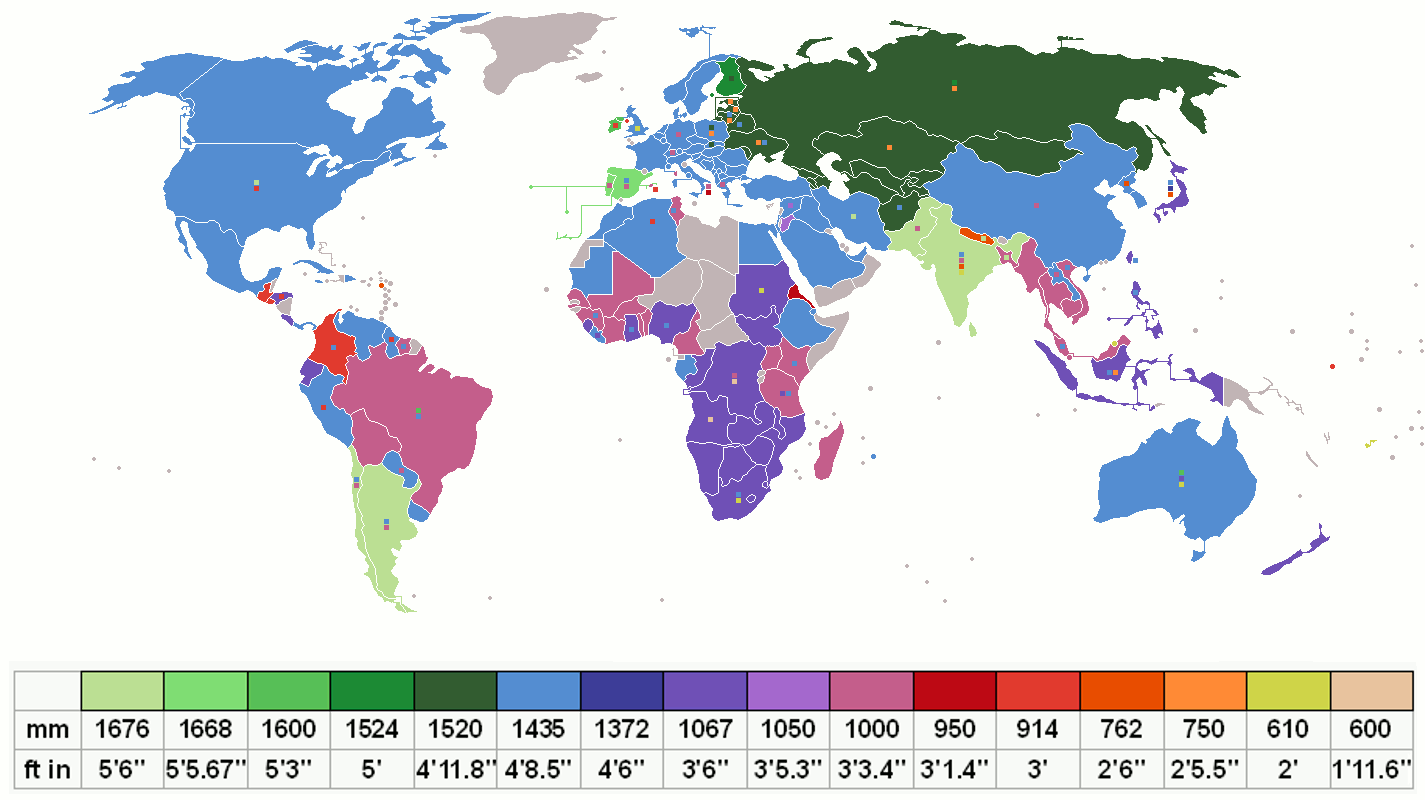
Verteilung wichtiger Spurweiten in der Welt

### 600 mm
Die Spurweite von 600 Millimetern war vornehmlich bei Feldbahnen sowie im Bergbau verbreitet. Während des Ersten und Zweiten Weltkriegs betrieben sowohl Franzosen und Engländer als auch Deutsche Heeresfeldbahnsysteme in dieser Spurweite. Daneben wurden auch Bahnen mit öffentlichem Verkehr in 600-Millimeter-Spur gebaut, so beispielsweise in Frankreich (Decauville), aber auch beispielsweise die Mecklenburg-Pommersche Schmalspurbahn in Deutschland.

### 610 mm  (2 brit. Fuß / 24 Zoll)
Diese Spurweite ist vor allem in ehemals dem British Empire angehörenden Ländern verbreitet, so besitzen bspw. die Darjeeling Himalayan Railway in Indien und die Avontuur Railway in Südafrika diese Spurweite. Letztere ist mit 285 km die längste Strecke dieser Spurweite weltweit.

### 750 mm (Dreiviertelmeterspur)

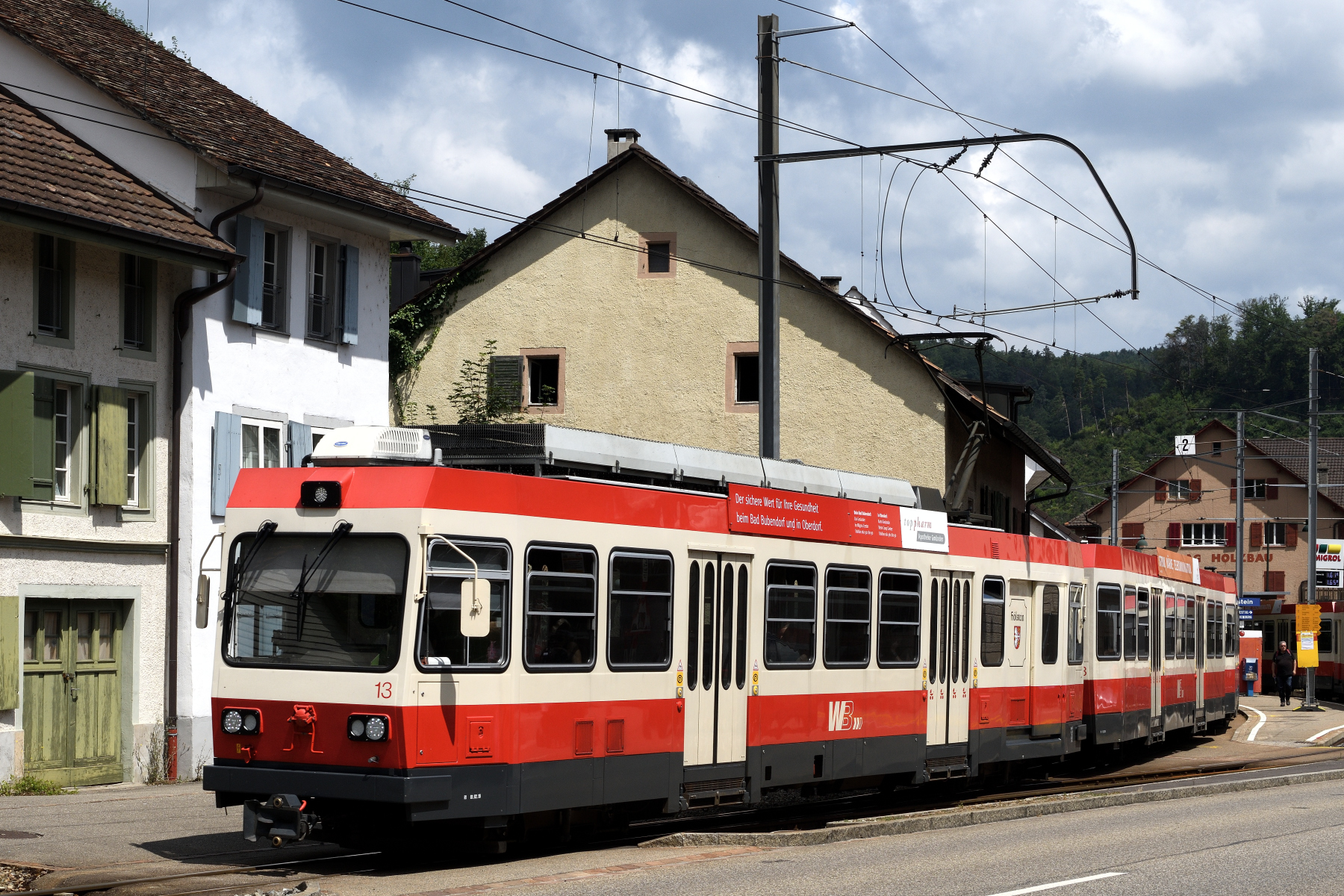
Wendezug mit BDe 4/4 13 fährt aus der Station Hölstein, 2019

Häufig wurde die 750-Millimeter-Schmalspur angewendet. Erster Anwendungsfall in Deutschland war die 1876 eröffnete Bahnstrecke Ocholt–Westerstede, später fand sie bei den Sächsischen Schmalspurbahnen sowie den Königlich Württembergischen Staats-Eisenbahnen eine breitere Verwendung. Ebenso bei vielen Industriebahnen, wie etwa der Dienstbahn der Internationalen Rheinregulierung an der Rheinmündung in den Bodensee. Diese Spurweite ist die kleinste, auf der Fahrzeuge für Normal- oder Breitspur betriebssicher mittels Rollböcken oder Rollwagen befördert werden können.
Von 1880 bis 2021 war die Waldenburgerbahn die einzige Schweizer Eisenbahn im öffentlichen Verkehr mit einer Spurweite von 750 Millimetern. Sie wurde bis Dezember 2022 auf Meterspur umgebaut.
Die von der griechischen OSE betriebene und ebenfalls 750-Millimeter-spurige Bahnstrecke Diakopto–Kalavryta gilt weltweit als Zahnradbahn mit der kleinsten Spurweite.

### 760 mm (Bosnische Spur)

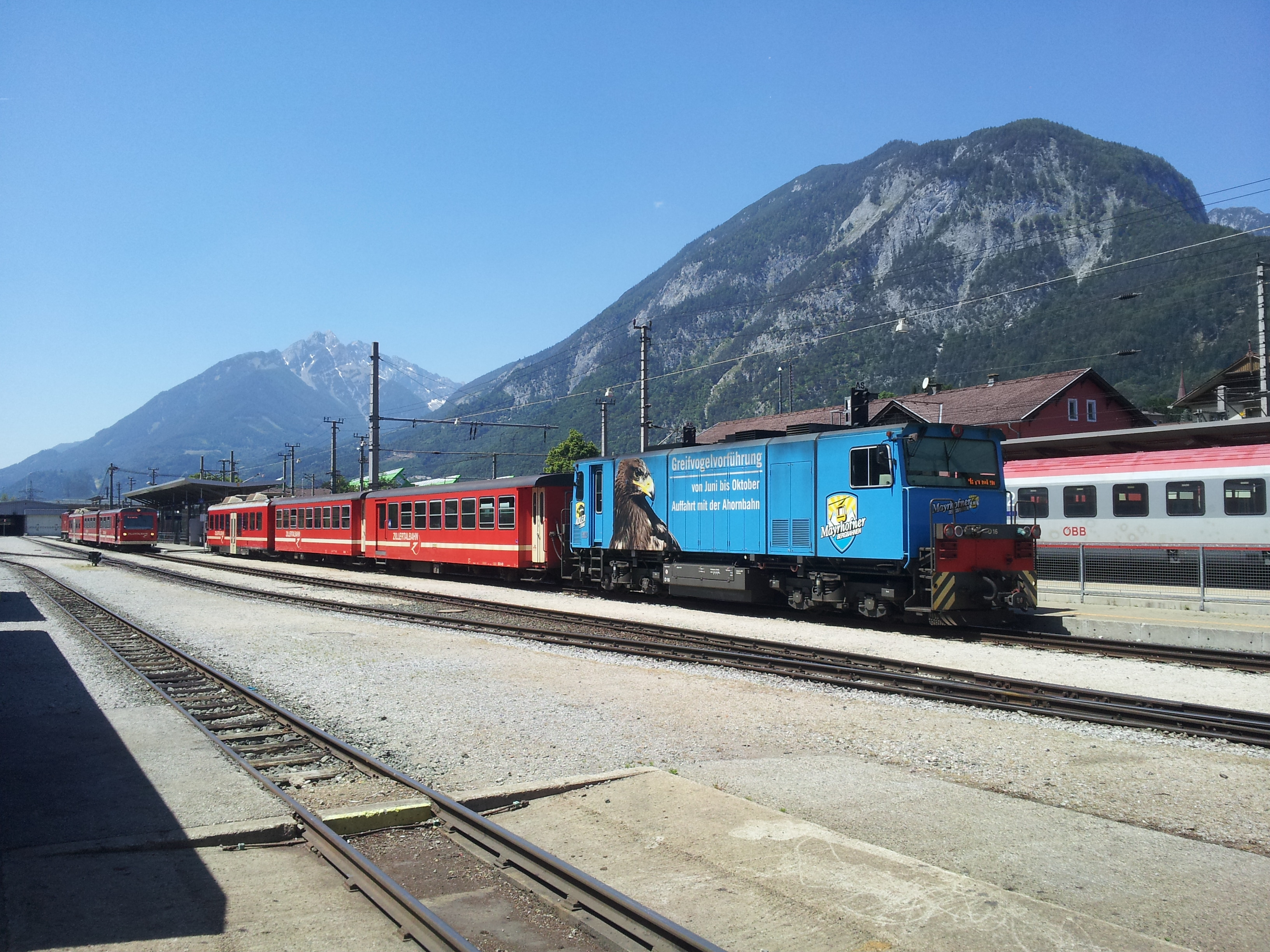
760 mm: Bei den Schmalspurbahnen in Österreich ist die bosnische Spurweite weit verbreitet, die Fahrzeuge der schmalspurigen Zillertalbahn wirken verglichen mit dem normalspurigen ÖBB-Reisezugwagen im Hintergrund zierlich

Die 760 Millimeter breite bosnische Spurweite wurde zuerst in Bosnien eingeführt, danach wurde sie zunehmend auch im früheren Österreich-Ungarn und seinen Nachfolgestaaten verwendet. Die Werksbahn bei der Errichtung des Arlberg-Eisenbahntunnels (1882–1884) hatte diese Spurweite.

### 762 mm (2½ brit. Fuß / 30 Zoll)
Die Spurweite von 762 Millimetern wird in allen britisch beeinflussten Regionen genutzt. Größere Netze gab es in Pakistan und Indien, die jedoch weitgehend stillgelegt oder umgespurt sind. Zu den verbleibenden Strecken in Indien zählt die Kalka-Shimla Railway. In Japan war die Spurweite ebenfalls verbreitet, zu den verbliebenen Strecken zählt die Kurobe Kyōkoku Tetsudō. Die Puffing Billy Railway zählt zu den noch bestehenden Strecken dieser Spurweite in Australien.

### 800 mm
Diese Spurweite gibt es primär bei Schweizer Berg- und Zahnradbahnen. Sie sollte den Aufwand beim Streckenbau reduzieren, den Bogenlauf im Vergleich zur Meterspur verbessern und mehr Raum für den Einbau von Zahnradantrieben als noch schmalere Spurweiten bieten. Die mit einer Spurweite von 800 mm betriebene Wengernalpbahn betreibt die längste zusammenhängende Zahnradbahnstrecke der Welt.

### 891 mm (3 schwed. Fuß)
Die Spurweite von 891 Millimeter wird nur in Schweden verwendet. Die Roslagsbanan in Stockholm nutzt noch immer diese Spurweite.

### 900 mm

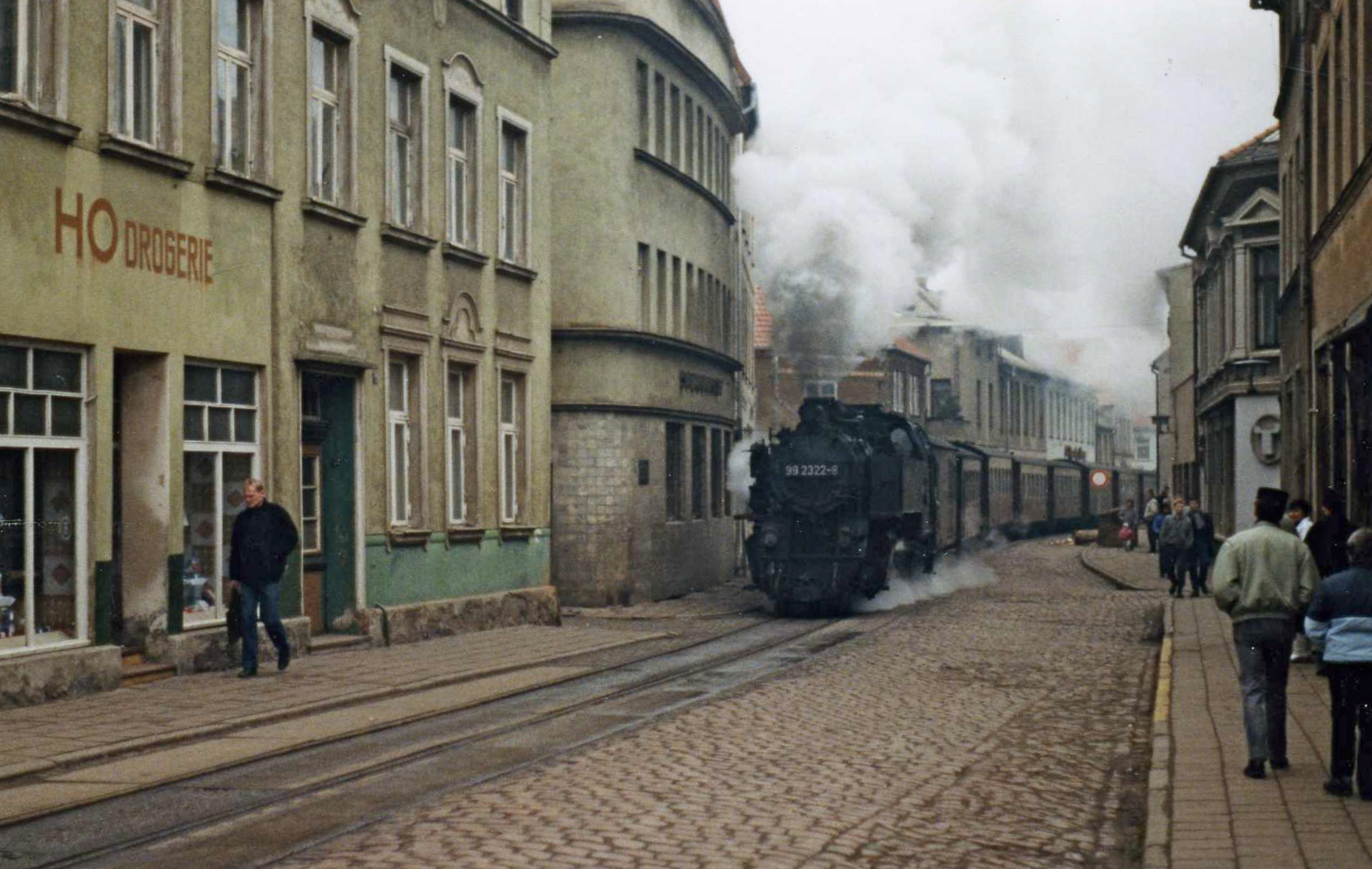
900 mm: Zug des „Molli“ in Bad Doberan (1990)

Diese Spurweite ist bei Industrie- und Grubenbahnen verbreitet, ein Beispiel waren die Grubenbahnen im mitteldeutschen Braunkohlerevier. Durch die Verwendung von preisgünstig verfügbarem Oberbau- und Fahrzeugmaterial entstanden auch Strecken des öffentlichen Verkehrs wie die Strecke Bad Doberan–Kühlungsborn an der Mecklenburger Ostseeküste. Das Maß wurde auch bei Straßenbahnen angewendet, in Betrieb sind beispielsweise die Straßenbahnnetze von Linz und Lissabon.

### 914 mm (3 brit. Fuß / 36 Zoll)
Die Spurweite von 914 Millimetern (3 Fuß – exakte Umrechnung 914,4 mm; selten auch mit 915 Millimetern angegeben), wird unter anderem in den Vereinigten Staaten und im Vereinigten Königreich verwendet. Man findet sie aber auch bei diversen Zuckerrohrbahnen auf Kuba und in Indonesien. Die Bahnen in Guatemala (stillgelegt), El Salvador und Kolumbien weisen ebenfalls diese Spurweite auf. In Peru wurden einige Strecken in 914-mm-Spur gebaut. Davon ist die Bahnstrecke Cusco–Quillabamba bis auf den Endabschnitt noch in Betrieb, während die Bahnstrecke Huancayo–Huancavelica 2011 auf Normalspur umgespurt wurde. Die Eisen- und die Straßenbahnstrecke der Ferrocarril de Sóller SA (FS) haben die Spurweite von 914 mm beibehalten, während die übrigen Bahnen auf Mallorca durch die FEVE auf Meterspur umgespurt wurden. Die Straßenbahn Chemnitz hatte ursprünglich bei ihrer Eröffnung 1879 eine Spurweite von 915 mm, die bis zum Ersten Weltkrieg auf 925 mm erweitert wurde. Nach dem Zweiten Weltkrieg wurden alle Strecken zwischen 1960 und 1988 schrittweise entweder auf Normalspur umgestellt oder stillgelegt.

### 950 mm
950 Millimeter war die vorherrschende Spurweite für Schmalspurbahnen in Italien und für Schmalspurstrecken, die in italienischer Regie gebaut wurden. Eritrea weist auch die 950-Millimeter-Spur auf. Sie wird auch italienische Meterspur genannt und beruht auf einer anderen Definition der Spurweite. Der Meter wurde von der Mitte der Schienenköpfe gemessen.

### 1000 mm (Meterspur)
Die Meterspur (1000 Millimeter) ist die meistbenutzte Spurweite in Brasilien sowie bei Schmalspurbahnen in Deutschland, Spanien, der Schweiz und weiteren Ländern. Diese Spurweite ist auch bei zahlreichen Straßenbahnbetrieben weltweit gebräuchlich. In Südamerika spielt die Meterspur auch in Argentinien und Bolivien eine wichtige Rolle. Daneben kommt die Spurweite in Chile und Kuba vor. Etwa zwei Drittel der Bahnen in Tunesien haben Meterspur, wie auch die Bahnen in Kenia, Tansania, Uganda, Äthiopien, Kamerun, Madagaskar, Benin, Togo, Elfenbeinküste-Burkina Faso, Guinea (teilweise), Senegal-Mali. In Asien ist die Meterspur in Bangladesch, Thailand, Myanmar, Malaysia, Kambodscha und Vietnam weit verbreitet.
Für die Spurkranzmaße und die Leit- und Rillenweiten gilt das schon bei der Normalspur erwähnte; für den Wagenübergang reicht die identische Spurweite allein nicht aus.

### 1067 mm (3½ brit. Fuß) (Kapspur)

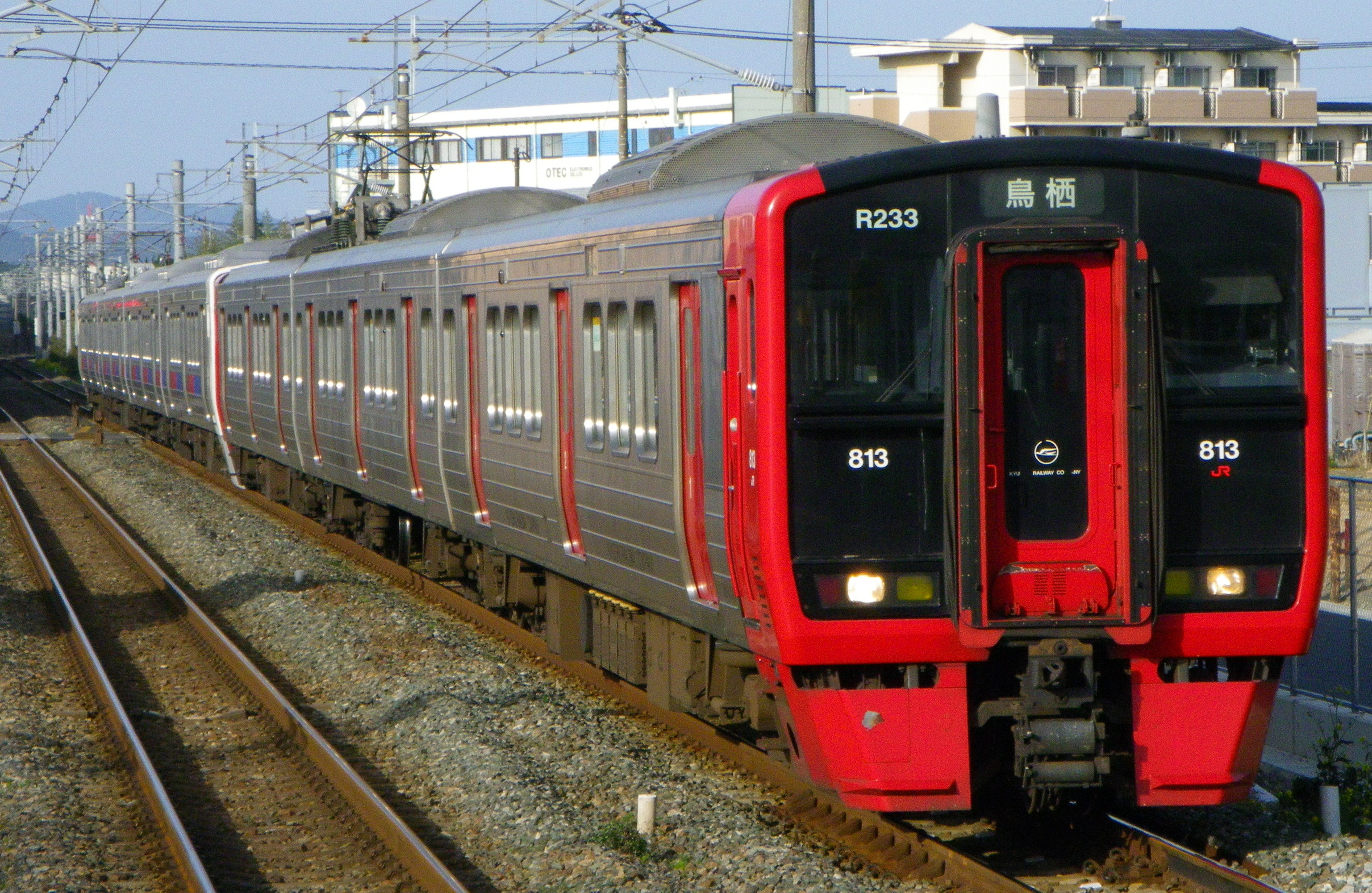
1067 mm: Zug der Kagoshima-Hauptlinie in Japan auf Kapspur

Im südlichen Afrika, Japan und Neuseeland sowie in Australiens Bundesstaaten Westaustralien, Queensland und Tasmanien wird die Kapspur mit 1067 Millimetern verwendet. Weitere Länder mit Kapspur sind Ecuador, Nicaragua (abgebaut), Costa Rica, Nigeria, Ghana und Sudan. Außerdem wird sie von den Straßenbahnbetrieben in Hongkong und Tallinn (Estland) genutzt. Historisch gab es Strecken in Kapspur auch in Norwegen und Russland.
Im südlichen Afrika liegt der Nennwert der Spurweite seit einigen Jahren bei 1065 mm.

### 1350 mm
Historisches Straßenbahnnetz und heutige Museumsstraßenbahn in Santos, Brasilien.

### 1372 mm (4 brit. Fuß 6 Zoll)
Mit dieser Spurweite begann der Eisenbahnbau in Schottland, weswegen sie auch „Schottische Spur“ genannt wird. Dort wurden allerdings die meisten Bahnen schon 1847 auf Normalspur umgespurt, eine letzte 1866.
Seit 1903 wurde ein Großteil des Tokioter Straßenbahnnetzes mit dieser Spurweite betrieben, von dem seit 1969 nur zwei weit auseinander gelegene Stadtrandlinien erhalten sind. Und im Westen des Großraums Tokio fahren die Toei Linie (23,5 km) der Tokioter U-Bahn und die Keiō-Linie (17,9 km) auf 1372 mm-Spur.

### 1435 mm (4 brit. Fuß 8½ Zoll) (Normalspur)
Die 1435 Millimeter breite Normalspur ist die in weiten Teilen Europas, davon im Streckennetz der Europäischen Union zu 87 Prozent sowie in Nordamerika und China fast ausschließlich verwendete Spurweite. Das Normalspurnetz in diesen genannten Ländern allein repräsentiert bereits mehr als 40 Prozent des weltweiten Eisenbahnnetzes. In Japan wird diese Spurweite für Shinkansen-Strecken verwendet, in Australien bei allen Langstreckenverbindungen, die mehrere Bundesstaaten berühren.
Unterschiede bestehen allerdings beim Rückflächenabstand der Radsätze und damit zusammenhängend bei den Leit- und Rillenweiten im Herzstückbereich von Weichen und Kreuzungen. Während das Nennmaß des Rückflächenabstandes der Radsätze in Europa, Vorderasien und Nordafrika 1360 Millimeter beträgt, liegt es in Nordamerika und China bei 1353 Millimetern. Die Toleranzen sind gering, ein Fahrzeugaustausch zwischen den unterschiedlichen Gebieten erfordert in der Regel trotz nominal gleicher Spurweite einen Radsatzwechsel. Straßenbahnnetze weisen in der Regel ebenfalls abweichende Rückflächenabstände (in diesem Zusammenhang oft Radrückenmaß genannt) auf, doch wegen der unterschiedlichen Höhe der Radlenker sind hier Kompromissradreifen möglich, die den Wagenübergang ermöglichen.

### 1520 mm / 1524 mm (5 brit. Fuß) (Russische Breitspur)

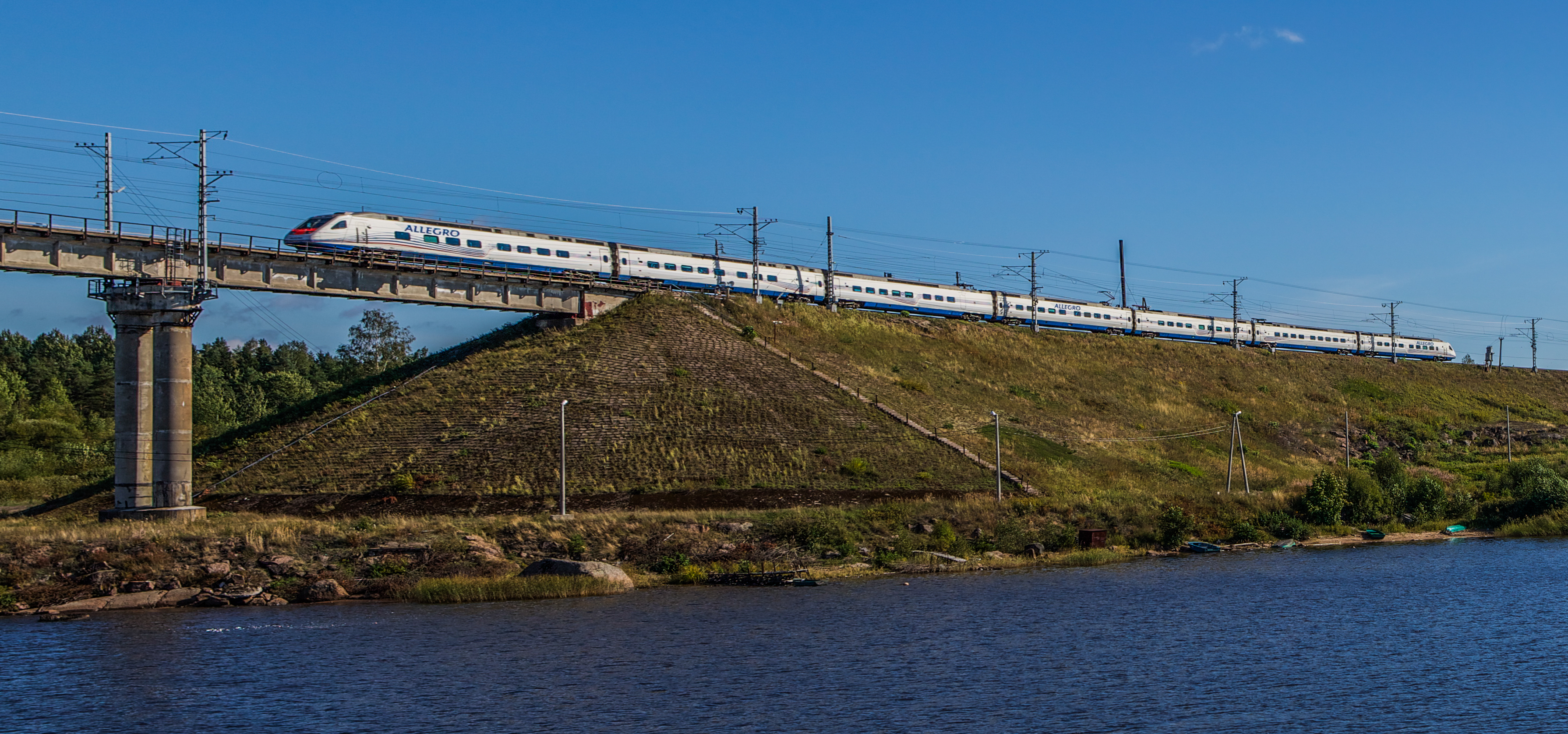
1520 mm: Für den Fahrzeugaustausch zwischen Finnland und dem übrigen Breitspurnetz spielt der Unterschied im Spurweitenmaß keine Rolle, im Bild ein Triebzug Helsinki–St. Petersburg der finnischen Baureihe Sm6

In Ländern der ehemaligen UdSSR wird eine Breitspur mit 1520 Millimetern verwendet, sie wird auch russische Breitspur genannt. Früher betrug das Nennmaß 1524 Millimeter, die Verringerung um vier Millimeter sollte unter Beibehaltung der Radsatzmaße das Spurspiel verringern und damit den Verschleiß reduzieren.
In Verbindung mit dem Spurmaß der Radsätze von 1511 Millimetern entspricht das Spurspiel damit den im europäischen Normalspurnetz üblichen Verhältnissen. In Finnland liegt das Nennmaß bei sonst identischen Toleranzen (das Kleinstmaß beträgt 1515 Millimeter) weiterhin bei 1524 Millimetern, jedoch werden Neubaugleise ebenfalls mit 1520 Millimetern Spurweite verlegt.

### 1588/81 mm (5 brit. Fuß 2½ Zoll)
Die als Pennsylvania-Spur bezeichnete Spurweite war im US-Bundesstaat Pennsylvania verbreitet. Sie kommt heute noch bei Straßenbahnnetzen wie den Subway–Surface Trolley Lines in Philadelphia und der Straßenbahn New Orleans vor.

### 1600 mm (5¼ brit. Fuß) (Irische Breitspur)

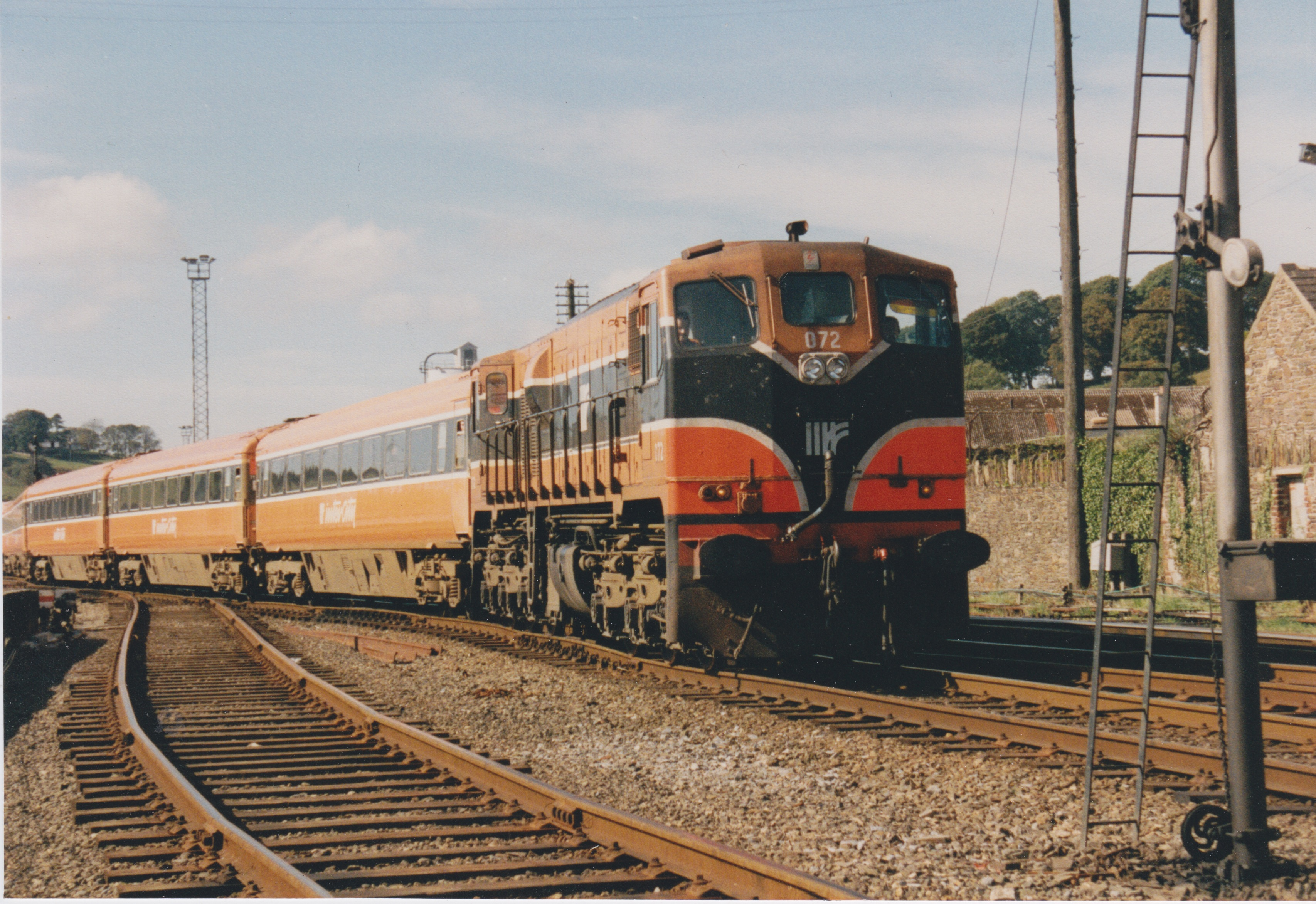
1600 mm: Breitspuriger Reisezug der irischen Córas Iompair Éireann

Bahnnetze mit 1600-mm-Spurweite existieren hauptsächlich in Irland und Nordirland sowie Teilen Australiens (Bundesstaaten Victoria und Südaustralien) und auf 20 Prozent des brasilianischen Netzes. Sie wird auch irische Breitspur genannt. Auch das Land Baden baute zunächst aus militärstrategischen Gründen in dieser Spurweite, spurte sie dann aber nach wenigen Jahrzehnten auf die Normalspur der Nachbarbahnen um.

### 1668 mm (Mittelung zw. 6 kast. Fuß & 5 port. Fuß) (Spanische Breitspur)

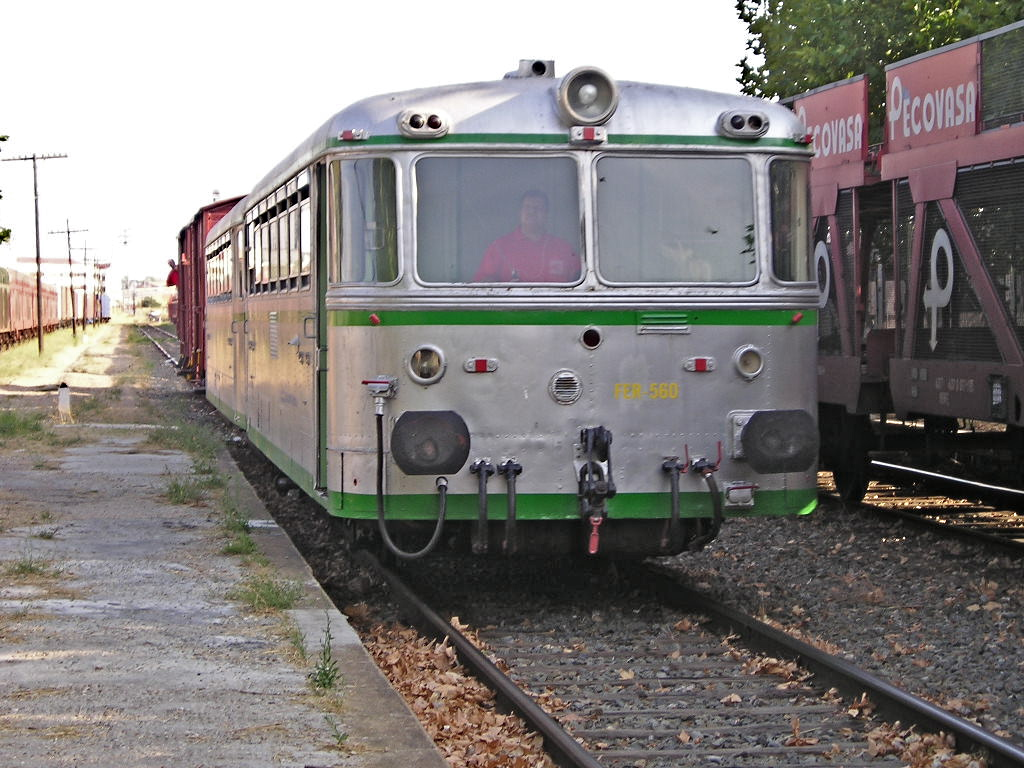
1668 mm: Uerdinger Schienenbus der Red Nacional de los Ferrocarriles Españoles (RENFE)

Die leicht davon abweichende iberische Breitspur von 1668 Millimetern entstand durch Mittelung der spanischen (1672 Millimeter = sechs kastilische Fuß) und portugiesischen (1665 Millimeter = fünf portugiesische Fuß) Breitspur, um den Wagenübergang zu erleichtern.

### 1676 mm (5½ brit.Fuß) (Indische Breitspur)

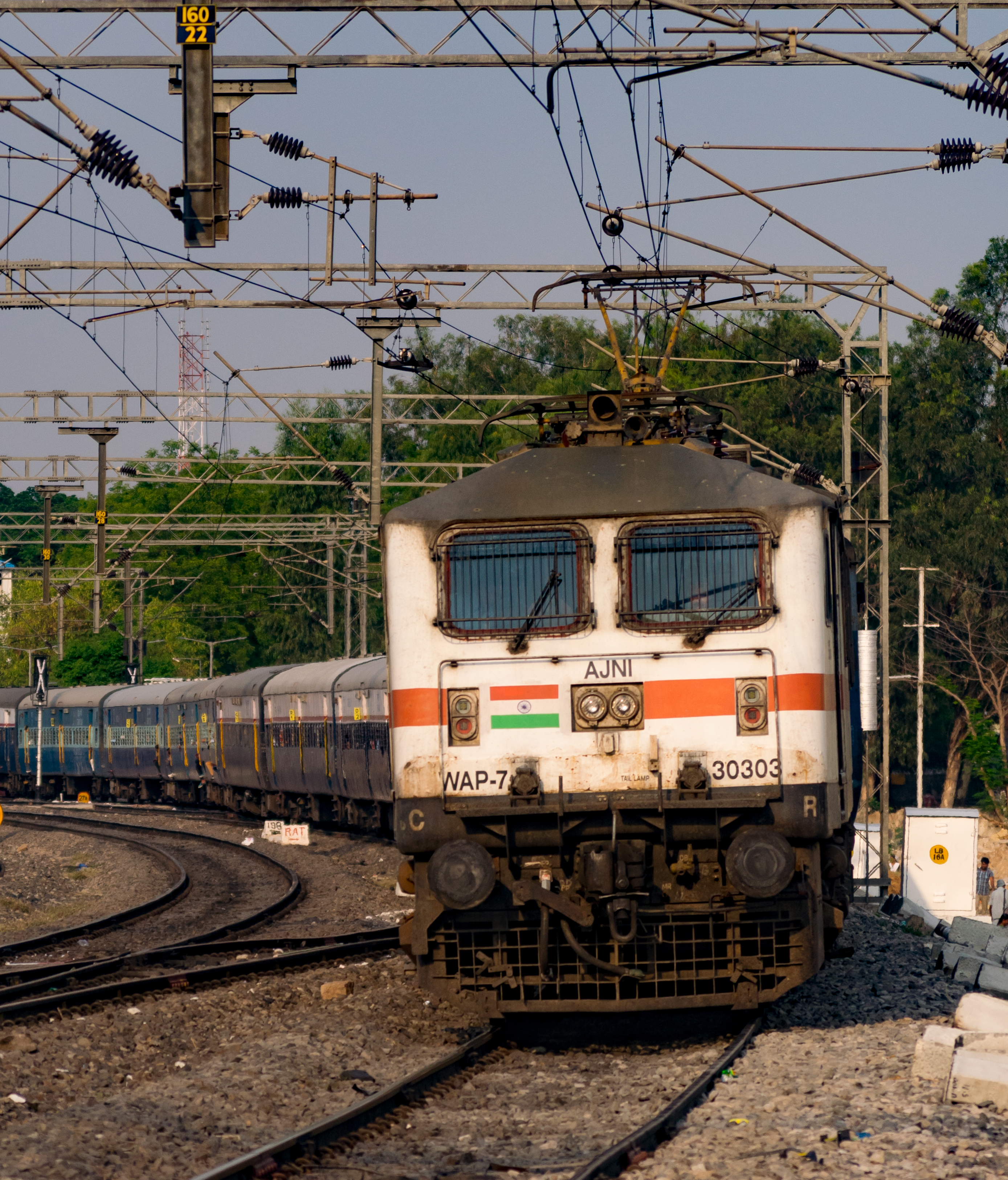
1676 mm: Elektrische Lokomotive der Indian Railways vor dem Hyderabad-Gujjangivalasa Intercity Express

Die hauptsächlich in Indien, Pakistan, Bangladesch und Sri Lanka wie auch in Chile und Argentinien verwendete 1676-mm-Spur ist eine der größten Breitspuren, sie wird auch indische Breitspur genannt. Auch das 1972 eröffnete Bay-Area-Rapid-Transit-System in San Francisco und Umgebung verwendet diese Spurweite.

## Wechsel der Spurweite
Die unterschiedlichen Spurweiten wurden zunächst grundsätzlich von verschiedenen Fahrzeugen befahren. Sie stellen jedoch ein entsprechend großes Hindernis für durchgehenden Verkehr dar. Mit der Zeit haben sich verschiedene Verfahren entwickelt, wie Güter- und Personenverkehr über verschiedene Spurweiten hinweg durchgeführt wird.

### Spurweitenwechsel ohne Anpassung
Verschiedene Spurweiten mit geringem Unterschied (bis circa 15 Millimeter) können ggf. mit demselben Fahrzeug befahren werden. Dabei ist es notwendig, dass das zulässige Spurspiel in beiden Systemen eingehalten wird. Durch die Verwendung spezieller Radsätze mit breiterer Lauffläche, die ein größeres Spurspiel zulassen, können auch etwas größere Spurweitenunterschiede überwunden werden (abhängig von der zulässigen Geschwindigkeit und anderen Parametern, in Einzelfällen bis 60 Millimeter).

### Spurweitenwechsel durch Umsteigen/Umladen
Eine häufig anzutreffende Lösung besteht darin, dass Personen zwischen verschiedenen Zügen umsteigen, bzw. die Güter von einem Wagen in einen anderen geladen werden. Die scheinbar einfache Lösung ist jedoch für Reisende unkomfortabel und im Güterverkehr arbeitsintensiv und zeitraubend, zudem erhöht sich das Beschädigungsrisiko des Ladegutes erheblich. Häufig unterscheiden sich zusätzlich die Gefäßgrößen. Das erschwert die Bereitstellung und Ausnutzung des Wagenraumes.

### Verwendung von Wechselaufbauten

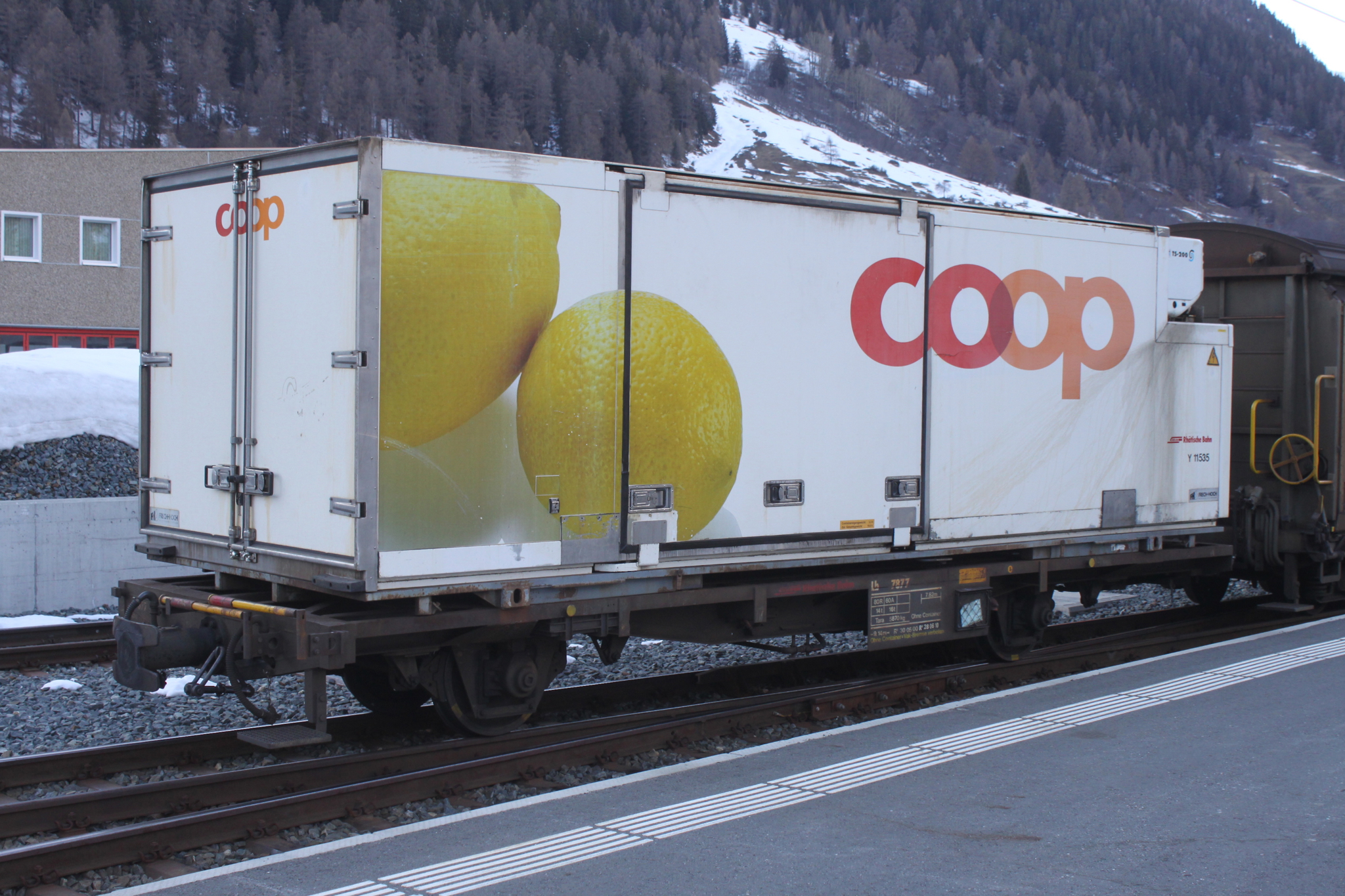
Container vereinfachen das Umladen von Normal- auf Schmalspur. Tragwagen der Rhätischen Bahn mit einem Wechselbehälter einer Detailhandelsunternehmung.

Da heutzutage Container und Wechselbehälter mit standardisierten Maßen für den Transport von Gütern auf verschiedenen Verkehrsträgern genutzt werden, bietet sich dieses System auch zum Übergang zwischen Spurweiten an. Container nutzen allerdings das Lademaß der meisten Eisenbahnnetze nur schlecht aus. Insbesondere im Güterverkehr mit der Iberischen Halbinsel werden die Wechselbehälter kompletter Züge durch leistungsfähige Krananlagen ausgetauscht. Die Untergestelle der Wagen verbleiben dabei jeweils auf einer Spurweite. Für solche Verkehre wurden spezielle Wagen, insbesondere Schiebewandwagen, entwickelt, deren Aufbauten im Gegensatz zu Containern in der Regel nicht mit anderen Verkehrsmitteln (Lastkraftwagen oder Schiff) befördert werden. Nachteilig ist der benötigte Abstellplatz für die freien Untergestelle auf den Spurwechselbahnhöfen.

### Spurweitenwechsel durch fahrzeugseitige Anpassung

#### Tausch der Radsätze/Drehgestelle

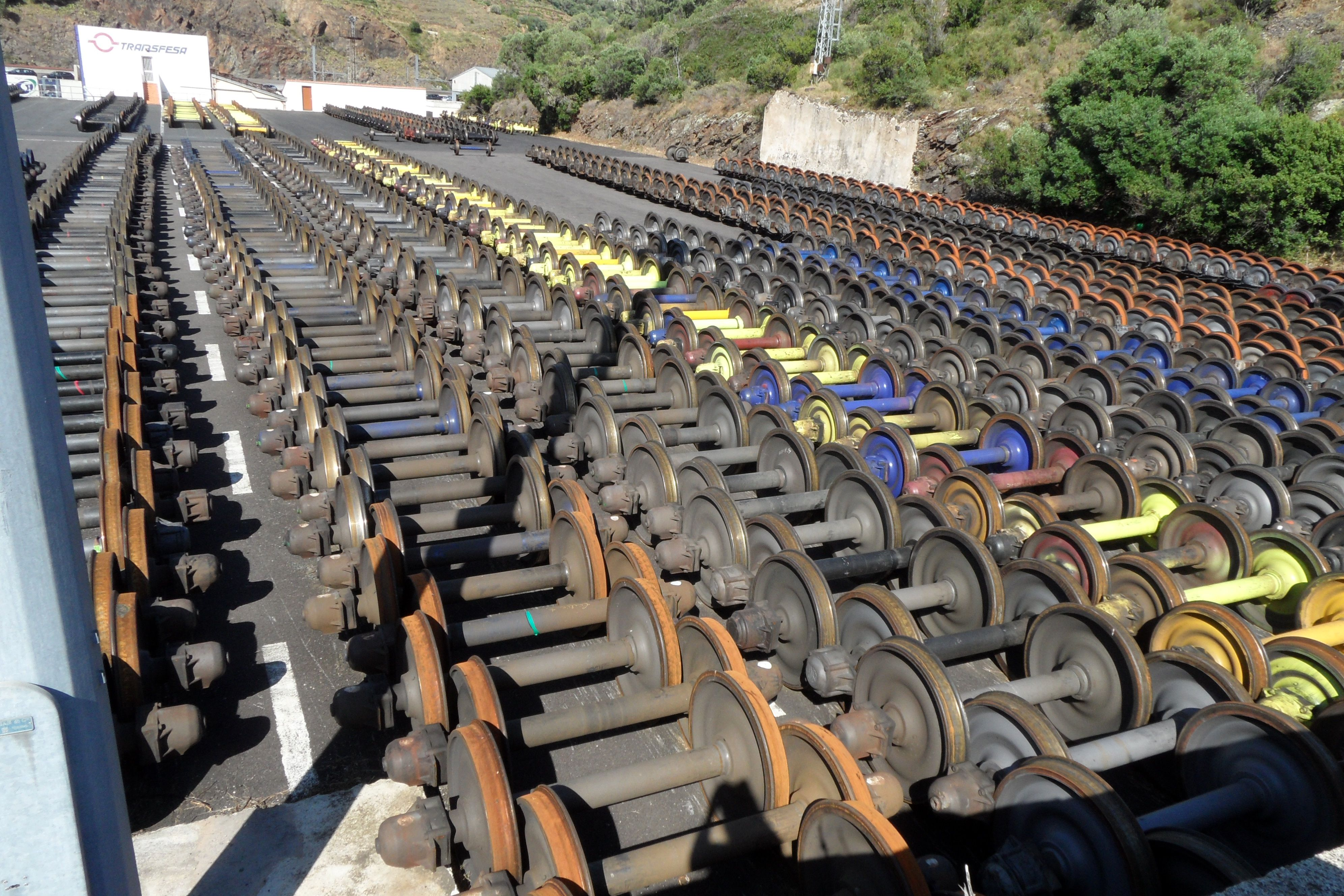
Normalspurige Tauschradsätze für iberische Güterwagen mit größerem Radsatzlagermittenabstand

Bei bestimmten Eisenbahnfahrzeugen lassen sich die Radsätze oder Drehgestelle austauschen, womit ein Übergang auf eine andere Spurweite möglich ist. Dies setzt jedoch voraus, dass die Fahrzeuge ansonsten zueinander passen (z. B. Kupplung, Bremssystem), oder weitere Teile umgerüstet werden. Wegen des hohen Anteils von Zweiachsern ist besonders im Güterverkehr zur Iberischen Halbinsel sowie nach Finnland der Wechsel von Radsätzen üblich. Nach 2000 ging der Anteil von ins europäische Normalspurnetz durchlaufenden Güterwagen aus dem osteuropäischen Breitspurnetz stark zurück.
Im Netz der ehemaligen Sowjetunion werden fast ausschließlich Drehgestellwagen eingesetzt, die Drehgestelle werden im Ganzen getauscht. Die unterschiedlichen Zug- und Stoßvorrichtungen erfordern den Einsatz von Kuppelwagen. Im Reiseverkehr mit den Bahnen der ehemaligen Sowjetunion werden die Drehgestelle und die Kupplungen gewechselt. Bis 1994 wurden auf gleiche Weise auch durchgehende Reisezüge nach Spanien und Portugal gefahren. Seither wurden dafür nur noch Talgo-Wagenzüge (RD und Pendular) eingesetzt (siehe unten), mit der Inbetriebnahme der durchgehenden Verbindung zwischen Perpignan und Barcelona in Normalspur wurde der Betrieb mit spurwechselfähigen Reisezügen über die Grenze ganz eingestellt.
Zwar verwenden Renfe und CP ebenfalls die europäische Schraubenkupplung, wegen des größeren Abstandes der Langträger insbesondere bei zweiachsigen Wagen war jedoch der Pufferabstand in Spanien und Portugal bis in die 1990er Jahre 200 Millimeter größer, 1950 statt 1750 mm. Als Ausgleich erhielten übergangsfähige Wagen überbreite Pufferteller. Bei den französischen Corail-Wagen, den Nachbauten in Spanien und Portugal und an den Talgo-Pendular-Endwagen sind diese überbreiten Pufferteller bis in die Gegenwart vorhanden.
Bei Einrahmenfahrzeugen, insbesondere bei Wagen mit außengelagerten Radsätzen und bei Drehgestellen mit tauschbaren Radsätzen, muss der Radsatzlagermittenabstand und damit die Breite des Bodenrahmens der größeren Spurweite entsprechen. Für die kleinere Spurweite sind besondere Umspurradsätze erforderlich. Lediglich beim vergleichsweise geringen Unterschied zwischen Normalspur und russischer Breitspur sind wegen des geringen Unterschiedes der Achslagermittenabstände (Im Normalspurnetz seit Ende des Zweiten Weltkrieges 2000 mm, bei russischer Breitspur 2035 mm) Umspurradsätze in beiden Richtungen möglich. Bei Wagen mit Klotzbremsen müssen zusätzlich die Bremsdreiecke umstellbar sein.
Im weltweiten Maßstab ist das Umspuren durch Drehgestellwechsel die üblicherere und technisch einfachere Methode – auch wenn arbeitsintensiv und zeitraubend. Für Reisezugwagen wurden selbsttätige Kupplungen zum Verbinden der Leitungsanschlüsse zwischen Wagen und Drehgestell entwickelt.

#### Rollbock/Rollwagenverkehr

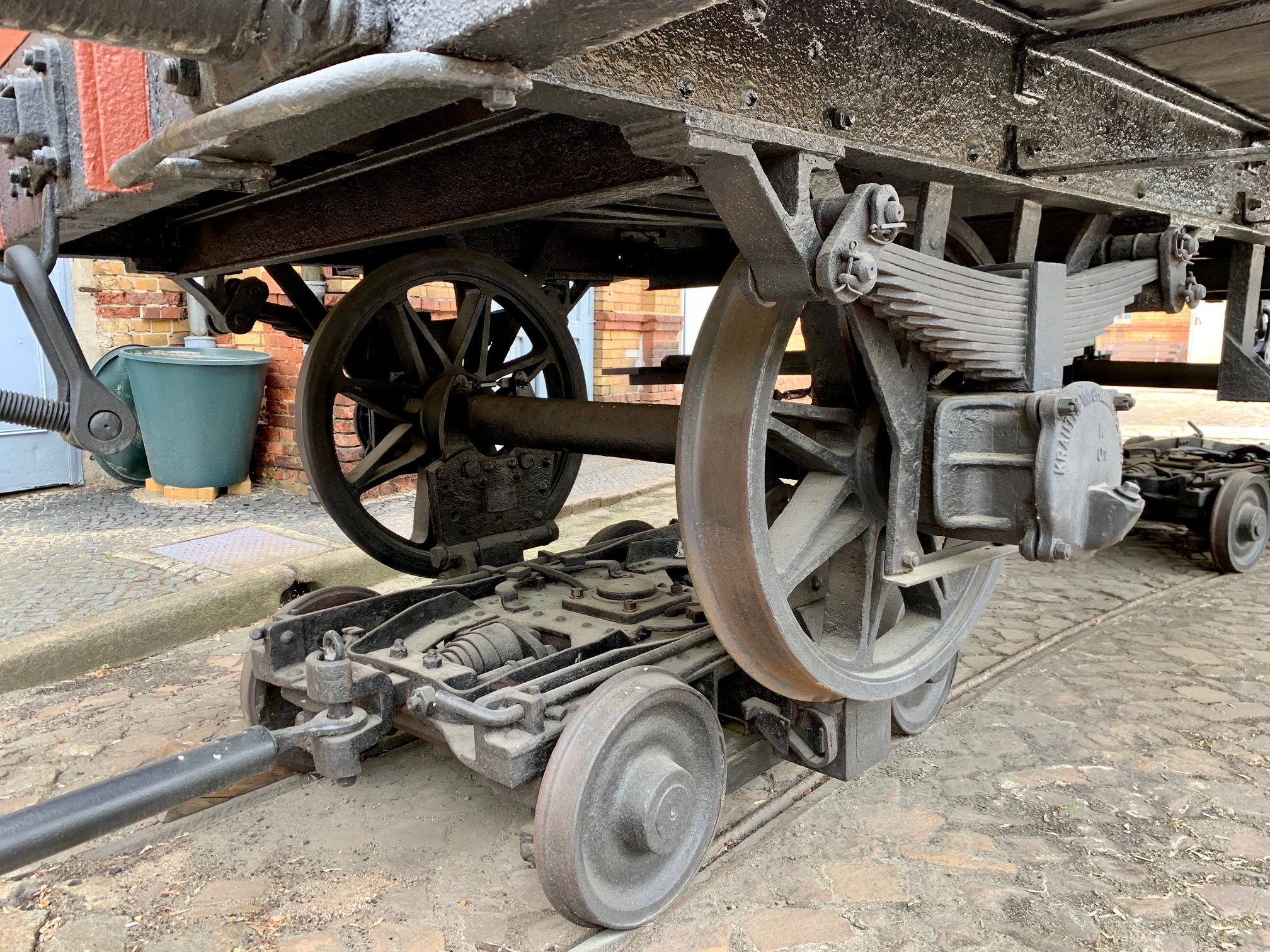
1000-mm-Rollbock in Forst (Lausitz)

Insbesondere für den Verkehr zwischen dem Hauptnetz der Eisenbahn und kürzeren Schmalspurstrecken sind Rollböcke bzw. Rollwagen (in der Schweiz Rollschemel genannt) entwickelt worden, wobei ein normalspuriger Eisenbahnwagen an speziellen Anlagen auf die Rollböcke oder Rollwagen geschoben wird und dann „huckepack“ weiterfährt. Auf Grund des heute geringen Güterverkehrsanteils auf Nebenstrecken sind Rollböcke und Rollwagen nur noch selten im Einsatz zu finden.
Auf Normalspurstrecken kommen Rollwagen zum Einsatz für den Transport von Neufahrzeugen für Schmalspur- und Straßenbahnen.

#### Automatische Umspurung
Die spanische Firma Talgo entwickelte ein System, bei dem die Räder einzeln auf Stummelwellen sitzen, die samt ihren Lagern seitlich verschoben werden können. Zum Wechsel der Spurweite muss der Zug eine spezielle Umspuranlage befahren. Dabei werden die Achslager entriegelt, die entlasteten Räder durch Führungen auseinander- oder zusammengedrückt, bis sie in der Lage für die andere Spurweite sind und in dieser Stellung erneut verriegelt werden. Talgo-Züge verkehren sowohl im Personenverkehr zwischen Spanien und Frankreich als auch im Binnenverkehr. Neben Talgo-Wagen wurden auch Lokomotiven mit in Talgo-Spurwechselanlagen umspurbaren Triebdrehgestellen entwickelt.
Weitere Systeme umspurbarer Laufwerke erlauben auch die Umspurung von belasteten Radsätzen und den Übergang von Fahrzeugen zwischen Normal- und Meterspur wie auf der Golden-Pass-Line in Zweisimmen.

### Spurweitenwechsel durch oberbauseitige Anpassung
Die spanische Regierung hat 2007 ein Gutachten in Auftrag gegeben, das Kosten und Nutzen einer landesweiten Spurweitenumstellung von derzeit 1668 Millimeter auf die europäische Normalspur (1435 Millimeter) ermitteln soll. Die Zeitung El Pais schätzte 2007, dass eine Anpassung des 12 000 Kilometer langen Schienennetzes mindestens bis zum Jahr 2020 dauern würde.

## Spurweiten bei Modellbahnen
Ebenso gibt es bei Modellbahnen unterschiedliche Spurweiten, die vom Abbildungsmaßstab und der Spurweite des gewählten Vorbilds abhängig sind. Die weltweit am weitesten verbreitete Nenngröße H0 im Maßstab 1:87 benutzt eine Spurweite von 16,5 Millimetern, die in diesem Maßstab der Normalspur von 1435 Millimetern entspricht.

## Dollys für Kamerafahrt
Schienen(paare) für das Fahren von Video- oder Kinofilmkameras während der Aufnahme des Herstellers Grip Factory, München (GFM) haben 24,5 Zoll (62,23 cm) oder 100 cm (39") Spurbreite (sic!). Diese wird von Mitte zu Mitte der oben halbkreisförmig runden Schienen gemessen. Dollys von GFM haben typisch vier Schrägrollenpaare mit ±45° gegenüber der Waagrechten geneigten Achsrichtungen.
Die Dollys von J. L. Fisher, Burbank, CAL, USA (Modell 9, 10 und 11) fahren auf Schienen aus Rundrohr mit 1,5" (3,8 cm) Durchmesser oder Quadratrohr mit 24,5" Spurbreite. Kurven mit 10, 15, 20, 25, 30, 50 und 70 Fuß Durchmesser (ab Mittelachse Schiene gemessen) werden mit einer Kette aus 4 Paar Skateboard-Rollen pro Dolly-Ecke befahren. Die Dollys PeeWee III, IV und V von Chapman Leonard Studio Equipment Inc., North Hollywood, CAL, USA rollen auf geraden oder gebogenen 24,5"-Rundrohr-Gleisen oder auf Spurbreite 880 mm.

## Rezeption
- 89 Millimeter – Die Differenz zwischen ursprünglicher Russischer Breitspur und Normalspur gibt dem Film über Belarus (2004–2005) den Titel
- In dem Hörbuch Na dann gute Nacht! Das langweiligste Hörbuch der Welt[22] liest Bjarne Mädel unter anderem ein Kapitel: Eisenbahnspurweiten – eine Übersicht.